# بين ناي
بين ناي (بالإنجليزية: Ben Nye)‏ هو فنان ماكياج أمريكي، ولد في 12 يناير 1907 في فريمونت في الولايات المتحدة، وتوفي في 9 فبراير 1986 في سانتا مونيكا في الولايات المتحدة.

## وصلات خارجية
- بين ناي على موقع IMDb (الإنجليزية)
- بين ناي على موقع قاعدة بيانات الفيلم (الإنجليزية)